# Age of Empires: The Rise of Rome
Age of Empires: The Rise of Rome o Age of Empires: The Rise of Rome Expansión es una expansión del Age of Empires original. Se basa en la ascensión de Roma desde el fin de la era monárquica, y añade nuevo contenido, como 4 nuevas campañas, 4 nuevas civilizaciones incluida la de Roma que afectaron el desarrollo de esta ciudad, etc. Fue lanzado el 31 de octubre de 1998. Como el juego original fue lanzado por Microsoft, la demo de la expansión estaba incluida en el disco de instalación de Windows 98 junto con otras demos. La demo incluía tres o cuatro escenarios y para poder usar las claves se debía tener el juego original completo. El 20 de febrero de 2018 fue publicado Age of Empires: Definitive Edition para Windows 10 y luego el 19 de agosto de 2019 para Steam, se trata de una versión remasterizada definitiva del juego original en donde añade todo el contenido del juego original y de la expansión, las campañas remasterizadas (incluidas dos campañas de las demos del juego original y de la expansión), toda la banda sonora remasterizada, nuevas mecánicas en la experiencia del juego, logros, cromos en Steam, modo espectador, multijugador (incluyendo en línea, en LAN y el multiplataforma), etc.

## Civilizaciones
Age of Empires: The Rise of Rome presenta un nuevo estilo de arquitectura romana, presente en las 4 nuevas civilizaciones, Roma, Palmira, Macedonia y Cartago. La nueva maravilla para estas civilizaciones es el coliseo romano.
Los jugadores pueden elegir para jugar entre 16 civilizaciones. Las civilizaciones se clasifican en 5 estilos arquitectónicos distintos: Asia Oriental, Mesopotamia, la arquitectura egipcia, griega y la nueva arquitectura romana, que determinan su apariencia en el juego. Las civilizaciones, dependiendo de la arquitectura y maravilla, son:
| Grupo           | Estilo europeo (griego)         | Estilo afroasiático            | Estilo Mesopotamia              | Estilo asiático              | Estilo romano                              |
| --------------- | ------------------------------- | ------------------------------ | ------------------------------- | ---------------------------- | ------------------------------------------ |
| Civilizaciones. | - Grecia. - Minoica. - Fenicia. | - Egipto. - Asiria. - Sumeria. | - Babilonia. - Persa. - Hitita. | - Shang. - Choson. - Yamato. | - Roma. - Palmira. - Macedonia. - Cartago. |
| Maravilla.      | Coloso de Rodas.                | Pirámide.                      | Zigurat.                        | Templo del Cielo.            | Coliseo Romano.                            |

## Nuevas características y novedades
4 nuevas tecnologías han sido añadidas. En esta expansión se pueden apreciar muchas de las características que marcaron los cimientos para Age of Empires II: The Age of Kings, cómo de la habilidad de hacer "doble clic" sobre una unidad para seleccionar a todas las unidades del mismo tipo, o la novedosa cola de producción, que permite ordenar a un edificio crear múltiples unidades automáticamente una vez que finaliza la creación de la unidad actual. 4 nuevas civilizaciones, 4 nuevas campañas que están relacionadas con el ascenso de Roma al poder. Los cambios por la expansión incluyen mapas más extensos y ajustes a la interfaz.
Nota: las partidas guardadas en el juego original (no en la expansión) podrán cargarse desde el mismo y también desde la expansión. Las partidas guardadas en la expansión sólo podrán cargarse desde la dicha expansión pero no en el juego original sin la expansión.

## Unidades
Las unidades son lo más importante en una partida. Hay diferentes tipos, desde aldeanos que sirven para recolectar diferentes recursos, construir edificios, y más tareas, hasta unidades militares como las poderosas catapultas. Las nuevas unidades son:

### Unidades de guerra
Las unidades de guerra son usadas para batallar contra las tropas enemigas y deben ser entrenadas (creadas) en un edificio militar, cuyo entrenamiento toma cierto tiempo en terminar, esto depende de la unidad a formar. Las nuevas unidades son: el hondero (entrenados en cuarteles), jinete de camellos (entrenados en establos), elefante blindado (entrenados en establos) y los carros escita (entrenados en establos).

### Fuerza naval
Las galeras de fuego (creados en muelles) solo aparecen en civilizaciones que no tienen trirremes con catapulta. Los usuarios que tengan un árbol tecnológico completo pueden crear todos los barcos con excepción de las galeras de fuego.

## Campañas
Al ser una expansión de un juego histórico de imperios, naturalmente tiene pequeños argumentos históricos que le dan coherencia a las batallas. De este modo, hay una serie de escenarios encadenados en forma de campañas. Según se elija una campaña de las disponibles en estas hay representaciones de batallas históricas en la cual el jugador guiará a los ejércitos de la civilización históricamente vencedora en dicha batalla. Cada escenario de una campaña está ubicado cronológicamente con una fecha concreta. Se pueden jugar las campañas del Age of Empires original, y las campañas de la expansión son las siguientes (incluida la de la demo):
- El auge de Roma: cuenta cómo Roma domina la península itálica y la cuenca del Mediterráneo.
  1. Nacimiento de Roma (509-290 a. C.)
  2. Pirro de Epiro (280-272 a. C.)
  3. El asedio de Siracusa (213-211 a. C.)
  4. La batalla del Metauro (208-207 a. C.)
  5. La batalla de Zama (202 a. C.)
  6. Mitrídates (89-84 a. C.)

- Ave César: centrada en la vida y conquistas del general romano Julio César.
  1. La venganza de César (75 a. C.)
  2. La invasión de Britania (55-54 a. C.)
  3. El asedio de Alesia[1] (52 a. C.)
  4. La batalla de Farsalia (48 a. C.)

- Imperium Romanum: campaña ambientada en una Roma ya hegemónica y constituida como imperio.
  1. La batalla de Actium (33-30 a. C.)
  2. El año de los cuatro emperadores (69 d. C.)
  3. Rescate en Ctesifonte (262 d. C.)
  4. Zenobia, Reina de Palmira (266-273 d. C.)
  5. El advenimiento de los hunos (373 d. C.)

- Los enemigos de Roma: en esta campaña el jugador toma el control de diversos caudillos que desafiaron el poder de Roma.
  1. Cruce de los Alpes (218 a. C.)
  2. Tercera guerra macedónica (172 a. C.)
  3. La revuelta de Espartaco (73-71 a. C.)
  4. Odenato, Señor de Palmira (262 d. C.)

- La Primera Guerra Púnica:[2] en esta campaña los cartagineses dominan las costas del Mediterráneo mientras intentan derrotar a los romanos.
  1. La batalla de Agrigento (264 a. C.)
  2. La batalla de Milas (260 a. C.)
  3. La batalla de Túnez (255 a. C.)

Nota: las campañas y escenarios están recogidos tal y como figuran en Age of Empires: Definitive Edition.

## Versiones y reediciones
- La expansión fue creada en el 1998 y requería de la entrega original Age of Empires.
- Una nueva edición, llamado Age of Empires: Gold Edition, no necesita del juego original, debido a que fue incorporado.
- Unos hackers crearon un parche no oficial en 2014 que arregla problemas, y permite compatibilidad con gráficos y procesadores modernos.[3]
- La versión remasterizada definitiva llamado Age of Empires: Definitive Edition, contiene todo el contenido del Age of Empires original y su expansión Age of Empires: The Rise of Rome, y además añade muchas novedades, gráficos en HD 4K y toda la música remasterizada.

## Recibimiento
El sitio GameWorldNetwork dio a la expansión una puntuación de 79.83%, y comentó que parecía ser un "juego" completamente nuevo. En GameRankings recibió una puntuación de 80%.